# Tribunale Straordinario della Dalmazia
Il Tribunale straordinario della Dalmazia (in croato: Izvanredni sud za Dalmaciju) fu un organo giurisdizionale speciale operante all'interno del Governatorato della Dalmazia (creato a maggio del 1941 unendo alla Provincia di Zara i territori dalmati annessi dal Regno d'Italia a seguito della Invasione della Jugoslavia da parte delle potenze dell'Asse), col compito di giudicare una serie di reati ritenuti a sfondo politico, o l'appartenenza alle organizzazioni comuniste.
Istituito dal governatore Giuseppe Bastianini l'11 ottobre 1941, celebrò quattro processi caratterizzati da una procedura sbrigativa senza alcuna garanzia per gli imputati, irrogando quarantotto condanne a morte, di cui trentacinque eseguite, nonché trentasette pene detentive di diversa durata. Formalmente affiancato il successivo 24 ottobre dal Tribunale speciale della Dalmazia (Specijalni sud za Dalmaciju), che di fatto ne assunse le medesime funzioni in un quadro legislativo più definito, celebrò il suo ultimo processo il 29 ottobre 1941, venendo infine sciolto de facto da Bastianini a novembre dello stesso anno.
I suoi giudici (Gherardo Magaldi, presidente; Pietro Caruso e Vincenzo Serrentino, giudici a latere; Francesco Centonze, pubblico ministero) furono accusati dagli jugoslavi di crimini di guerra. Caruso venne fucilato a Roma il 22 settembre 1944 come collaborazionista e per la partecipazione alla stesura della lista degli ostaggi uccisi alle Fosse Ardeatine. Serrentino fu arrestato dagli jugoslavi a Trieste il 5 maggio del 1945, condotto in Jugoslavia, sottoposto a processo e fucilato a Sebenico il 15 maggio 1947. Magaldi e Centonze non vennero mai portati a processo per i fatti contestatigli dagli jugoslavi.

## Inquadramento storico

### L'occupazione della Jugoslavia

Aprile 1941: le truppe italiane inscenano a fini propagandistici uno sbarco a Spalato, dopo l'occupazione della città avvenuta via terra

A seguito della rapida vittoria nella Campagna di Jugoslavia (le ostilità ebbero inizio il 6 aprile 1941), il Regno di Jugoslavia fu occupato dalle potenze dell'Asse. Formalmente l'armistizio, con la formula della resa incondizionata, fu firmato dai rappresentanti jugoslavi il 17 aprile, per entrare in vigore a mezzogiorno del giorno dopo, ma già nel notiziario del mattino del 16 l'EIAR aveva annunciato che "Con provvedimento in corso di registrazione è stato nominato Commissario civile nei territori sloveni occupati dalle nostre truppe il Segretario Federale di Trieste Emilio Grazioli. A Commissario civile per le zone dalmatiche è stato nominato Athos Bartolucci, Federale di Zara". La preferenza per uomini di partito al posto di militari, come previsto dalla legge di guerra, o di funzionari di carriera fu una precisa scelta di Mussolini, che intendeva far apparire il successo delle armi italiane come un'affermazione del regime.
La spartizione del paese venne decisa principalmente da Germania e Italia a seguito di un incontro fra Ciano e Ribbentrop: il primo temeva l'inserimento della Germania nel teatro dei Balcani, tradizionalmente ritenuti dagli italiani luogo della propria espansione economico-politica, ma i tedeschi cercarono di tranquillizzare gli alleati, affermando di non voler perseguire alcun interesse strategico nell'area, fatte salve le proprie esigenze militari per la guerra in corso.
Il 13 aprile era già arrivato a Zagabria proveniente dall'Italia il capo del movimento degli ustascia Ante Pavelić, con cui Mussolini s'era incontrato due giorni prima a Roma per ribadire i termini di un accordo stretto il 29 marzo, in base al quale il primo sarebbe stato creato poglavnik ('guida', 'duce') di un nuovo Stato indipendente croato (già proclamato il 10 aprile), in cambio dell'annessione all'Italia dell'area litoranea dalmata. Tale accordo incontrò l'assenso anche di Hitler, che superò alcune resistenze nel suo stesso entourage.

### Il Trattato di Roma e l'istituzione del Governatorato della Dalmazia

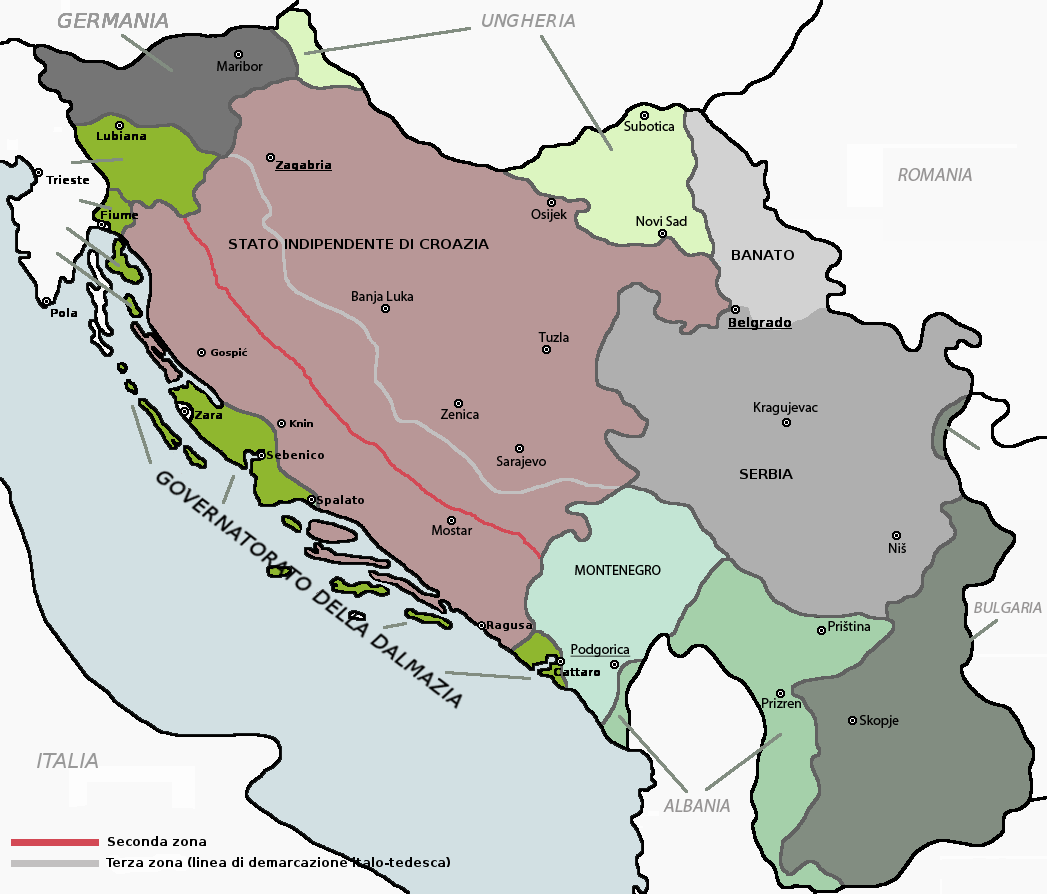
La divisione dei territori jugoslavi nel 1941

18 maggio 1941: Mussolini e Pavelić s'incontrano a Roma per la firma del trattato di delimitazione dei rispettivi confini

A seguito del trattato di Roma del 18 maggio 1941 fra il Regno d'Italia e il neocostituito Stato Indipendente di Croazia, quasi tutta la parte costiera della Dalmazia settentrionale fu annessa al Regno d'Italia, così come tutta la zona delle Bocche di Cattaro. Il resto della regione entrò a far parte dello Stato croato, comprendente anche l'intera Bosnia Erzegovina e dominato dagli ustascia di Ante Pavelić. Di fatto il paese era solo nominalmente indipendente, anche perché diviso da nord a sud da una linea di demarcazione che individuava le due zone nelle quali l'Italia a ovest e la Germania a est esercitavano una sorta di protettorato.

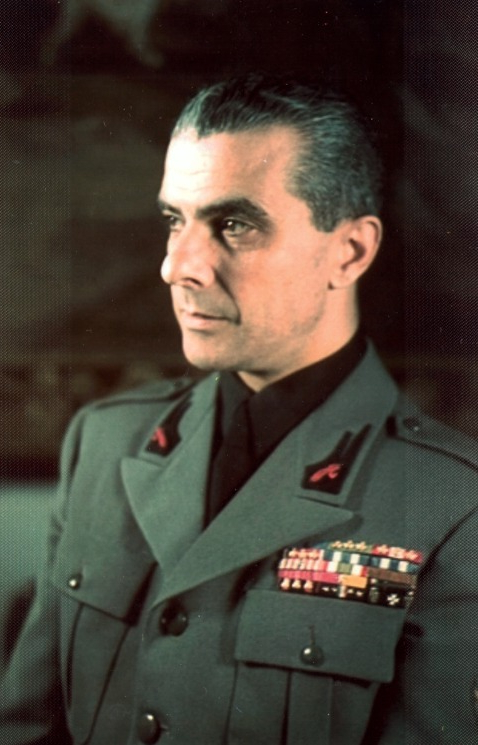
Giuseppe Bastianini

Anche il resto del territorio jugoslavo venne smembrato: la Slovenia venne divisa fra Germania, Italia e Ungheria: quest'ultima si annetté anche la parte occidentale della Vojvodina; l'Albania (che dal 1939 era occupata dagli italiani) acquisì il territorio più occidentale della Banovina del Vardar (la Metochia nel Kosovo e il Dibrano, nelle attuali regioni macedoni del Polog e Sudoccidentale), mentre a spese del Montenegro estese le sue frontiere anche a nord (Rožaje, Plav e Dulcigno); il Regno del Montenegro ritornò formalmente indipendente come nel periodo pre-jugoslavo, ma di fatto divenne un protettorato italiano; la Serbia fu uno Stato fantoccio dei tedeschi, dovendo peraltro istituire all'interno dei suoi territori una provincia autonoma corrispondente alla parte occidentale del Banato, ove i tedeschi etnici ivi residenti assunsero le redini del potere. Infine, gran parte della Macedonia già facente parte del Regno di Jugoslavia venne annessa alla Bulgaria, le cui forze armate peraltro non avevano partecipato alle operazioni belliche.
La Dalmazia annessa all'Italia venne suddivisa nelle province di Zara, Spalato e Cattaro: tutte parti del Governatorato della Dalmazia, costituito anch'esso in tale occasione. A capo del Governatorato fu posto Giuseppe Bastianini – preferito infine a Bartolucci – che all'epoca esprimeva posizioni fasciste intransigenti, in linea con la politica che s'intendeva perseguire di intensa e rapida italianizzazione delle terre annesse.
In poche settimane Bastianini, coadiuvato dai prefetti di Zara, Spalato e Cattaro, organizzò un'azione di completa eliminazione dell'influenza croata e jugoslava nei territori annessi, attraverso licenziamenti di massa, espulsioni, limitazioni del diritto di cittadinanza per gli slavi recentemente immigrati in Dalmazia, nazionalizzazioni forzate, nonché l'introduzione capillare delle organizzazioni di massa fasciste (GIL, OND, Fasci femminili). Tutto ciò alienò via via al regime le già scarse simpatie iniziali della popolazione locale slava, che in breve tempo venne di conseguenza considerata tutta ostile e nemica.

### Le tre zone di occupazione. La rivolta dei serbi. Le forze in campo
Al termine delle operazioni belliche, la 2ª Armata (generale Vittorio Ambrosio) presidiava la Croazia, ma in conseguenza degli accordi di Roma si sarebbe dovuta progressivamente ritirare passando il potere alle autorità croate.
I territori occupati vennero suddivisi in tre zone: la prima era costituita dalle terre poi annesse all'Italia; la seconda zona (detta anche "zona di demilitarizzazione") comprendeva le isole dalmate assegnate alla Croazia e una parte continentale del paese, delimitata da una linea che correva più o meno parallela alla costa; la terza zona era compresa fra la zona di demilitarizzazione e la già citata linea di demarcazione fra le aree d'influenza italiane e tedesche nel territorio ex jugoslavo. Fin dalle prime settimane d'occupazione gli italiani si trovarono ad operare, totalmente impreparati, in un territorio abitato da popolazioni di etnia e religione diversa (croati, serbi, cattolici, ortodossi, musulmani ecc.) nel quale gli ustascia scatenarono immediatamente una politica di terrore e di sterminio, nel tentativo di fondare uno Stato croato "puro" che avesse come fondamenta la propria ideologia, la religione cattolica e il nazionalismo croato. Venne perciò scatenata una feroce crociata religiosa rivolta principalmente contro i serbi e gli ebrei, con innumerevoli episodi di estrema violenza, cui gli italiani assistettero con crescente orrore. Vi sono "centinaia di testimonianze" di italiani "spesso pregne di indignazione ma anche del vago senso di colpa di sentirsi corresponsabili a causa dell'alleanza politica e militare col governo di Pavelić". Nel dopoguerra le stesse fonti jugoslave parlarono dell'aiuto fornito da alcuni soldati italiani a "Serbi e (...) Ebrei", aiuto che aveva a suo tempo causato le proteste delle autorità croate, secondo le quali gli italiani avrebbero "in poche settimane distrutto l'opera di anni". Le autorità fasciste a Zagabria si sorpresero dell'atteggiamento della 2ª Armata, continuando a difendere il governo croato.
Le formazioni ustascia s'accompagnarono e s'integrarono nel tempo con diverse milizie, di derivazione sia partitica che locale, man mano che procedeva la stabilizzazione del nuovo regime con la contemporanea creazione di un nuovo esercito nazionale. All'interno dell'esercito fin dall'aprile del 1941 fu costituita una Guardia nazionale croata (o Guardia interna croata, Hrvatsko domobranstvo), il cui nome si rifaceva alla Regia guardia nazionale croata (Kraljevsko Hrvatsko Domobranstvo), esistente ai tempi dell'Impero austro-ungarico. Gli appartenenti alla Guardia nazionale croata venivano chiamati Domobrani, ma per traslato questo nome venne spesso usato dagli italiani per riferirsi all'intero esercito croato. A queste formazioni croate andarono contrapponendosi delle unità di autodifesa serbe, variamente collegate al movimento dei cetnici di Draža Mihailović, che nelle zone occupate dagli italiani cercarono di allearsi ad essi in funzione anticroata. Il rapporto fra le autorità italiane e gli ustascia – che fomentarono una campagna irredentistica nelle terre annesse all'Italia, convinti che le concessioni territoriali a quest'ultima fossero solo temporanee – andò deteriorandosi in breve tempo.
Nella regione della Lika, confinante con la Dalmazia, e nella Dalmazia interna assegnata alla Croazia, la presenza degli italiani aveva costituito fino agli accordi di Roma un discreto deterrente contro gli ustascia, ma di fronte alla nuova situazione di ritiro progressivo delle truppe di occupazione ed alle stragi antiserbe, a fine luglio scoppiò una rivolta armata: gruppi locali di combattenti serbi presero diverse località, fra le quali Gospić (capoluogo della Lika), Gračac e Knin (località della Dalmazia interna a pochi chilometri dal nuovo confine italiano), in aperta ribellione contro i croati, con numerosi episodi di ritorsione violenta sulle popolazioni civili. La situazione degenerò a tal punto che le alte autorità italiane ricevettero svariate richieste d'aiuto da parte della popolazione civile, mentre diverse centinaia di ebrei e serbi attraversarono il confine per rifugiarsi nel Governatorato. Col tempo si aggiunsero anche più richieste di comandanti di divisione e di presidio delle truppe di occupazione, che chiedevano di rimandare il ritiro delle truppe: l'instabilità nello Stato croato rischiava di propagarsi anche alla Dalmazia italiana e la 2ª Armata non nascondeva la propria contrarietà alle azioni degli ustascia, ritenute la causa delle sommosse serbe. Il 13 agosto 1941 Mussolini diede quindi l'ordine al generale Cavallero - all'epoca Capo di stato maggiore Generale - di rioccupare militarmente la seconda zona.
Nell'estate del 1941, dopo l'aggressione dell'Unione Sovietica da parte delle potenze dell'Asse (Operazione Barbarossa), sorse infine in tutta la Jugoslavia un movimento resistenziale d'impronta comunista, coagulatosi nell'Esercito Popolare di Liberazione della Jugoslavia, capeggiato da Josip Broz Tito, che proponeva contestualmente un progetto di liberazione nazionale ed una radicale rivoluzione sociale di stampo sovietico, nella certezza che l'Armata Rossa avrebbe rapidamente sconfitto i tedeschi, causando una reazione a catena di rivoluzioni proletarie nell'intera Europa. Tito, per ampliare la base dei propri sostenitori, esortò tutte le forze patriottiche e "progressiste" ad aderire alla sua causa in un "Fronte popolare", colpendo contestualmente tanto le forze degli eserciti occupanti quanto qualsiasi forza collaborazionista o comunque ritenuta tale, qualora non avesse aderito al "Fronte".

### La situazione in Montenegro. La rivolta di luglio
La creazione del Regno del Montenegro seguì un breve ma intenso dibattito in Italia fra due idee contrapposte: da una parte chi propugnava la ricostituzione di uno stato indipendente, memore dell'antico Principato (1852-1910) e del successivo Regno (1910-1918), dall'altra i favorevoli all'inglobamento di quelle terre nel territorio metropolitano italiano. Prevalse l'idea di ricostituire il Regno del Montenegro in unione personale col Re d'Italia, sulla falsariga di quanto era accaduto per l'Albania. Diversi settori della popolazione montenegrina avevano inizialmente considerato con favore l'arrivo degli italiani, nella speranza che essi rendessero il paese indipendente, garantendone nel contempo anche l'ampliamento dei confini con l'annessione di territori limitrofi tradizionalmente rivendicati dai nazionalisti locali. Gli italiani si trovarono quindi a dover fare i conti con diverse ipotesi antitetiche: al di là delle proprie aspirazioni, che puntavano ad inglobare nel Governatorato della Dalmazia le Bocche di Cattaro, sul tappeto c'erano i citati progetti montenegrini, quelli altrettanto espansionistici degli albanesi, che accarezzavano l'idea della Grande Albania, e infine le brame croate su parti del medesimo territorio reclamato dagli albanesi e dai montenegrini, a scapito della Serbia. L'amputazione delle Bocche di Cattaro a favore dell'Italia e l'attribuzione di altri territori all'Albania crearono un malcontento generalizzato in Montenegro. La situazione fu resa ancor più incandescente a causa di vari episodi di persecuzione e di vera e propria pulizia etnica operati dalle popolazioni croate, slavo-musulmane o albanesi ai danni dell'elemento slavo ortodosso (montenegrino o serbo) verificatisi nel Kosovo, nei territori al confine albanese, nel Sangiaccato e nelle zone orientali della Bosnia e dell'Erzegovina. L'innescarsi di una spirale di violenza minacciava di assestare un colpo fatale alla reputazione e al prestigio italiano. Il Capo dell'Ufficio Informazioni in Albania - capitano Angelo Antico - rilevò che "L'impossibilità materiale, da parte nostra, di far fronte alle persecuzioni e ai massacri, ha creato un'atmosfera tutt'altro che favorevole nei nostri riguardi. Si dice ormai apertamente che se l'Italia non interverrà verso la Croazia a far cessare tutti gli atti di terrore contro i montenegrini e i serbi, non tarderanno a verificarsi fatti gravi che nuoceranno (...) particolarmente [all']Italia, che assist[e] impassibile a quanto avviene nella Nazione confinante".
L'attacco all'Unione Sovietica (21 giugno 1941), avvenuto in una fase in cui l'assetto costituzionale del Montenegro era ancora in discussione mentre il paese veniva interessato da un forte afflusso di profughi dalle regioni confinanti, diede un forte impulso alle tendenze russofile e panslaviste dei montenegrini, favorendo la mobilitazione di tutti gli elementi contrari all'occupazione straniera, che compresero non solo i comunisti di Tito, ma anche una variegata serie di gruppi di resistenza locali, autoorganizzati o collegati in vario modo ai cetnici. Il generale Carlo Tucci - comandante della 18ª Divisione fanteria "Messina" - in una relazione inviata ai propri superiori e a Mazzolini scrisse che "la partecipazione al conflitto dell'URSS è valsa a squarciare il velo, intessuto di incerto orientamento e di ostentata indifferenza, che male dissimulava lo spirito e l'atteggiamento della grande maggioranza della popolazione".
Il 12 luglio si riunì a Cettigne l'Assemblea costituente, che statuì la fine dell'unione con la Serbia, la decadenza della costituzione jugoslava e la ricostituzione del Montenegro come regno sovrano e indipendente, designandone come reggente Vittorio Emanuele III.
A partire dal giorno successivo divampò in tutto il paese una furiosa rivolta, che costituì il primo episodio di sollevazione popolare nell'Europa occupata, arrivando a coinvolgere oltre 30.000 combattenti. La storiografia jugoslava successiva alla seconda guerra mondiale per circa quarant'anni esaltò il carattere integralmente comunista della rivolta: solo successivamente si riconobbe la natura molto più varia degli eventi, che per la loro ampiezza colsero di sorpresa gli stessi dirigenti comunisti e furono dovuti in buona parte all'attività di gruppi eterogenei, in vario modo collegati sia alle cellule comuniste locali (capeggiate dal montenegrino Milovan Đilas, uno dei principali collaboratori di Tito), che ai cetnici di Mihailović.
I reparti italiani erano totalmente impreparati e vennero travolti: intere guarnigioni furono annientate e in pochi giorni si contarono circa 1.000 caduti e 3.000 prigionieri. La direzione delle operazioni di repressione fu affidata al generale Alessandro Pirzio Biroli, all'epoca comandante delle truppe italiane in Albania, che fin dall'inizio ricevette a disposizione uno spiegamento eccezionale di uomini e mezzi: ai suoi ordini furono poste unità provenienti dalle divisioni "Messina", "Puglie", "Firenze", "Pusteria", "Taro" e "Marche", oltre al "Reggimento Cavalleggeri Guide" e al gruppo albanese "Skanderbeg", più alcune aliquote dalle divisioni "Cacciatori delle Alpi" e "Venezia", per un totale di circa 70.000 uomini.
Le operazioni militari di repressione furono caratterizzate da svariati episodi di grande violenza, che compresero bombardamenti indiscriminati di villaggi, rastrellamenti, fucilazioni ed eccidi. Entro metà agosto il Montenegro ricadde sotto controllo italiano, ma la guerriglia partigiana continuò per tutto il periodo di occupazione. Diversi ufficiali italiani – in primis Pirzio Biroli – vennero in seguito accusati di crimini di guerra dagli jugoslavi, ma nessuno di essi andò mai a processo in Italia o venne consegnato alla Jugoslavia.

### I primi incidenti e sabotaggi nella Dalmazia italiana
L'annessione di parte della Dalmazia all'Italia aveva creato notevole malcontento fra i croati. Sia gli ustascia che le cellule comuniste locali fecero partire fin da subito un'intensa campagna di rivendicazioni irredentistiche, che richiamarono l'attenzione delle autorità militari di occupazione, tanto che fin dal 21 giugno 1941 (giorno precedente l'inizio della campagna di Russia) il comando del VI Corpo d'armata ordinò ai comandi dipendenti di disporre "per la parte di competenza, un piano (...) per l'ordine pubblico in caso di eventuali scioperi o agitazioni nel territorio dalmata entro il confine". Nei giorni successivi fu quindi notata un'intensificazione della diffusione di manifestini stampati a Zagabria, introdotti nella Dalmazia italiana dal personale croato di servizio alla ferrovia.
Il primo incidente di rilievo a Spalato si ebbe alla sera del 2 luglio 1941: da una finestra sovrastante il caffè Delich – lungo la riva – vennero lanciati dei manifestini comunisti. Trovato l'appartamento vuoto e sentiti dei commenti ironici da parte di una piccola folla nel frattempo radunatasi, si scatenò una rissa generale cui seguì una veemente reazione italiana: ci furono trenta arresti, in varie zone della città alcune persone notoriamente antiitaliane vennero bastonate e il giorno dopo vennero distrutte diverse insegne di negozi in lingua croata. Gli ustascia fecero quindi fotografare i negozi danneggiati e le insegne abbattute e le foto vennero subito portate a Zagabria da un impiegato della Županija (Prefettura) di Almissa (Omiš). Alcuni esponenti croati si riunirono al caffè Muljačić di Spalato e concordarono l'invio di una petizione al governo croato, al quartier generale degli ustascia ed alla rappresentanza diplomatica tedesca di Zagabria, per chiedere l'istituzione di una commissione mista croato-tedesca per constatare "quanto viene fatto dagli italiani per alterare artificiosamente il carattere croato della Dalmazia". Per diversi giorni in varie località della Dalmazia tanto gli ustascia quanto i comunisti intensificarono la loro opera di propaganda.
La notte dell'11 luglio, una quindicina di metri di binario vennero sollevati nei pressi di Castel San Giorgio (vicino a Spalato): fu la prima interruzione ferroviaria nel territorio italiano della Dalmazia. Da ciò si passò al taglio dei fili telefonici e telegrafici ed all'abbattimento dei pali di sostegno delle linee. Sospettando che dietro questi sabotaggi ci fossero anche gli ustascia, che avevano una propria sezione ufficiale in Piazza del Teatro a Spalato, il 19 luglio Bastianini dispose con ordinanza che "nel territorio annesso al Regno (...) le associazioni, i corpi e gli organi di partito, che non siano le Sezioni del Partito Nazionale Fascista, sono considerati illegali e (...) si intendono senz'altro disciolti". Il 20 luglio venne istituito un servizio di vigilanza notturna di tutte le linee di collegamento .

### Gli eventi di agosto e settembre
Il 4 agosto Bastianini segnalava che gli "incidenti verificansi ormai ogni notte et lasciano presumere sistematico et organizzato piano". Nello stesso periodo, emanava delle disposizioni per le attività di repressione, coinvolgendo sia i Carabinieri Reali che i reparti della Milizia e alcune aliquote del Regio Esercito, che procedettero a rastrellamenti ed esecuzioni sommarie. Contestualmente, chiese al ministero dell'interno di predisporre quanto necessario per il trasferimento in Italia di circa settecento persone, da internarsi in campi di raccolta o in località particolarmente scelte. Ai sabotaggi si accompagnarono vari scioperi da parte di operai e impiegati di diverse aziende: gli italiani – che da anni ignoravano queste forme di protesta, vietate dal regime sul territorio nazionale – reagirono in modo deciso e intimidatorio con licenziamenti, fermi ed arresti. Il 13 agosto, Bastianini emanò una serie di provvedimenti coi quali dispose la mobilitazione del personale civile delle più importanti imprese o complessi industriali della regione: in tal modo operai e impiegati vennero sottoposti alla giurisdizione militare della sezione di Sebenico del Tribunale militare di guerra della 2ª Armata: l'abbandono del posto di lavoro veniva punito con una pena fino a ventiquattro anni di reclusione, e se accompagnato ad atti di violenza contro il superiore poteva comportare l'ergastolo. Nei casi più gravi era addirittura prevista la pena di morte.
Il 18 agosto 1941 ad un posto di blocco nella località di Siritovci (Sebenico) un gruppo di partigiani comunisti attaccò un reparto di Carabinieri e di gendarmi croati, uccidendo il vicebrigadiere Umberto Bigoni. Lo stesso giorno in uno scontro a fuoco con i reparti del 220º Battaglione Territoriale Mobile nei pressi della piccola località di Kosovo (Zara) un gruppo di partigiani perse sei uomini. Altri quattro furono catturati e fucilati sul posto.
Nello stesso periodo si incrementò la lotta partigiana nel vicino Stato Indipendente di Croazia, anche in zone al confine col Governatorato della Dalmazia: il 14 agosto in una frazione della località di Sinj (Signo) nella Dalmazia interna (a circa 35 chilometri da Spalato) un reparto di ustascia croati intercettò il Primo distaccamento partigiano di Spalato (Prvi splitski partizanski odred), formato nelle settimane precedenti in città dal locale partito comunista e in fase di spostamento verso le Alpi Dinariche: dopo un cruento combattimento cui si aggregarono gruppi di domobrani e il 97º Battaglione delle Camicie Nere, venticinque partigiani vennero catturati. Nel corso del combattimento gli ustascia e i domobrani contarono sei morti, mentre fra le Camicie Nere rimase ferito il Capo Squadra Rodolfo Nigi, che morì due giorni dopo. I partigiani invece contarono fra le proprie file tre morti in combattimento e tre fucilati sul posto. Uno dei partigiani catturati venne picchiato a morte nei giorni successivi, tre vennero graziati e liberati. Il 26 agosto, a seguito di un processo celebrato da un tribunale ustascia – di stanza a Mostar e spostatosi per l'occasione a Sinj – ventuno partigiani vennero fucilati nella località di Ruduša (Sinj).
Nel mese di agosto ci fu un attentato dinamitardo allo stabilimento "La Dalmatienne" di Sebenico – una società elettro-siderurgica ed elettro-chimica controllata dalla società italiana Terni, che provvedeva alla distribuzione elettrica a Sebenico e nello zaratino – a seguito del quale venne arrestato e giustiziato un uomo. Il solo 6 agosto vennero fucilate nove persone: quattro croati di Benkovac (Bencovazzo), due serbi dello stesso distretto e tre croati di Lišane Ostrovičke (Lissane), tutti accusati di sabotaggio o di detenzione illegale di armi da guerra. In un rapporto riassuntivo della prefettura di Zara si affermò che in questo stesso mese erano state fucilate dodici persone per aver compiuto atti dinamitardi.
Il 13 settembre cadde il primo resistente spalatino all'interno della città: il giovane comunista Božo Ajduković per sfuggire ad un controllo si arrampicò sul tetto di casa, ma venne colpito da un colpo d'arma da fuoco che in poche ore lo portò alla morte. Come risposta, le cellule clandestine del partito organizzarono dei volantinaggi e due azioni: il 15 settembre in una strada di periferia di Spalato vennero attaccati a pistolettate due carabinieri di pattuglia e uno dei due – di nome Giuseppe Sacco – morì nella notte, mentre quasi in contemporanea, in un'altra zona della città venne lanciata una bomba a mano contro alcuni militari in transito, ferendone cinque.

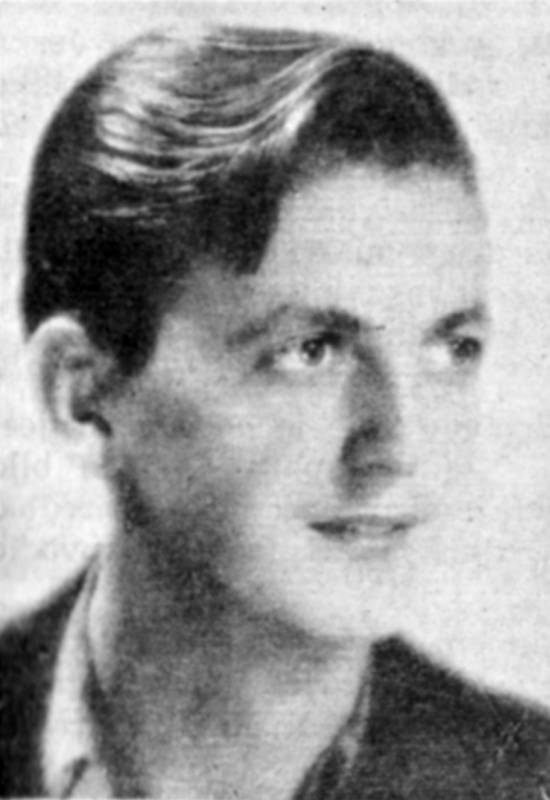
Đermano Senjanović

Le autorità risposero con rastrellamenti, fermi ed arresti. Per ordine del prefetto di Spalato Paolo Zerbino vennero costituite le prime "squadre d'azione", formate da spalatini fedeli al regime, col compito di pattugliare le strade, coadiuvando le forze di polizia italiane. Il 21 settembre – ancora a Spalato – un banale incidente (il lancio di un sasso da parte di un giovane contro un gruppo di Piccole italiane) causò una violenta reazione dei fascisti, che alla caccia dell'autore del lancio malmenarono diverse persone. Tre giorni dopo, il muratore Zvonimir Petraello – spalatino di sentimenti filoitaliani – venne pugnalato alla schiena.
Il 5 ottobre, nel sobborgo spalatino di Glavičina vennero sparati vari colpi contro una pattuglia italiana. Il giorno dopo, venne appiccato un incendio al piroscafo Palermo ancorato in porto. L'11 ottobre a Spalato il comunista Đermano Senjanović lanciò una bomba a mano tipo SIPE contro l'auto di Luigi Prassel e Antonio Krstulovich, membri del direttorio del fascio cittadino: il Prassel e un civile che transitava sul posto furono leggermente feriti.
Lo stesso 11 ottobre venne ucciso in un agguato a Sebenico lo studente universitario Antonio Scotton. Impiegato nell'ufficio passaporti presso il fascio della sua città, era accusato d'essere un traditore e una spia. Le autorità italiane reagirono imponendo il coprifuoco in tutto il territorio di Sebenico, arrestando numerose persone e procedendo a violenti interrogatori.

## L'istituzione del Tribunale
L'11 ottobre Bastianini – usando i poteri previsti dal Decreto Reale del 7 giugno sulle attribuzioni del Governatore della Dalmazia – istituì con propria ordinanza-decreto il Tribunale Straordinario della Dalmazia. Stando a quanto affermò lo stesso Bastianini in una nota inviata a Mussolini quattro giorni dopo, egli avrebbe deciso di istituire questo nuovo organo giudiziario per l'insoddisfazione verso l’operato del Tribunale militare di Sebenico, accusato di atteggiamento debole e lassista, poiché dava solo due settimane di carcere a comunisti arrestati in possesso di armi.
Secondo il decreto istitutivo, il Tribunale sarebbe stato composto da un collegio formato da un presidente e due altri giudici, mentre il pubblico ministero sarebbe stato un ufficiale del Regio Esercito o della Milizia (art. 1). Al presidente spettava convocare il collegio e stabilire la sede del giudizio (art. 2). L'imputato, assistito da un difensore, aveva per ultimo la parola, all'interno di un procedimento regolato dal presidente. La deliberazione della sentenza era segreta, ne era data lettura alla presenza del pubblico ministero, dell'accusato e del difensore ed era immediatamente eseguita, senza possibilità di appello o di presentazione della domanda di grazia (art. 3). Il Tribunale avrebbe avuto competenza su qualsiasi crimine condotto o tentato per motivi politici o contro lo stato, compresa l'istituzione, l'organizzazione o l'affiliazione al partito comunista o a qualsiasi altra associazione sovversiva. Tutti questi crimini erano puniti con la morte (art. 4).
In un secondo decreto immediatamente successivo, Bastianini nominò i membri del Tribunale, scegliendoli tutti fra gli ufficiali del Regio Esercito o della Milizia: presidente del Tribunale Straordinario fu il generale Gherardo Magaldi – all'epoca comandante della guarnigione militare di Sebenico –, componenti il collegio furono scelti il primo seniore della Milizia per la difesa antiaerea territoriale Vincenzo Serrentino e il primo seniore della Milizia portuaria Pietro Caruso, pubblico ministero il sottocapomanipolo della Milizia per la difesa antiaerea territoriale Vincenzo Centonze.
Il 12 ottobre Bastianini organizzò una riunione di lavoro con gli ufficiali nella caserma della Milizia di Zara. In tale occasione egli affermò di voler essere "implacabile" contro il comunismo, dal quale voleva "liberare" il Governatorato. Serrentino e Caruso – a Zara in quei frangenti – ricevettero dal console della milizia Ivan Scalchi l'ordine di recarsi in giornata a Sebenico, dove si sarebbero incontrati col generale Magaldi per celebrare il primo processo, che prendeva le mosse dall'omicidio di Scotton ma intendeva perseguire a più ampio raggio le attività di resistenza contro gli italiani.

## Gli eventi e i processi nel periodo di esistenza del Tribunale

### Il processo di Sebenico del 13 ottobre 1941
Il 13 ottobre 1941 si svolsero a Sebenico i funerali di Antonio Scotton, con la partecipazione di tutte le autorità locali e di numeroso pubblico. Al pomeriggio dello stesso giorno si riunì per la prima volta il Tribunale, per giudicare quindici persone arrestate nelle 48 ore precedenti, accusate di attività sovversive. Sei giovani furono condannati a morte, in quanto attivisti comunisti e sospettati dell'omicidio di Scotton: Ante Belamarić (30 anni), Mate Bujas (24), Dragomir Junaković (25), Ivica Lasić (22), Blaž Višić (23), Duško Vrljević (21), tutti di Sebenico tranne Lasić, nativo di Slavonski Brod. Sette altri attivisti vennero condannati a varie pene detentive variabili dai due ai quindici anni.

I condannati vengono trasportati al luogo della fucilazione

Interrogato dagli jugoslavi nel periodo di detenzione dopo la guerra, Serrentino affermò che le condanne a morte erano già state decise prima dell'inizio del processo dal presidente Magaldi, che aveva approntato una lista con una crocetta blu accanto ai nomi degli imputati da fucilare. Serrentino aggiunse che sia in questo processo che nei successivi si sarebbe opposto per iscritto alla condanna, a causa del non raggiungimento della prova della colpevolezza; di queste opposizioni, asserite da Serrentino, non v'è però alcuna prova documentale. Le fucilazioni ebbero luogo nel vicino campo di Šubićevac, che dopo la guerra venne trasformato in parco e memoriale, e vennero eseguite da un reparto di camicie nere appositamente trasferitosi da Zara. In una relazione del 24 ottobre 1941, il commissario capo della questura di Sebenico Vittorio Modica affermava che a seguito del processo in città regnava una "relativa pace".

### Il processo di Spalato del 14 ottobre 1941
Appena terminato il processo di Sebenico, i membri del Tribunale Straordinario della Dalmazia si spostarono a Spalato, dove il giorno successivo processarono trentacinque persone con l'accusa di appartenenza al partito comunista, propaganda sovversiva, detenzione di armi e organizzazione di scioperi e disordini. Furono emesse diciannove condanne a morte (otto di esse in contumacia) e dieci condanne a pene detentive variabili dai tre ai quindici anni. Le condanne a morte vennero immediatamente eseguite – ad opera dello stesso reparto di camicie nere che operò a Sebenico – nella fortezza del Camerlengo di Traù.
Secondo alcune fonti i fucilati sarebbero stati dodici: Josip (Jozo) Mrduljaš (46 anni, di Spalato), Elko Mrduljaš (32, di Spalato), Jure Mrduljaš (34, di Spalato), Toma Mrduljaš (54, di Spalato), Ante Vidović (41, di Comisa), Ljubo Mašić (36, di Spalato), Mate Čerina (35, di Lećevica), Ivo Miletić (21, di Spalato), Sime Krstulović (20, di Spalato), Rudolf Viđak (18, di Spalato), Davor Matković (19, di Spalato), Edo Ferderber (20, di Zagabria). Elko, Jure e Jozo Mrduljaš erano fratelli e celebri campioni di canottaggio, Toma un loro cugino. In realtà i fucilati furono undici: Elko Mrduljaš – ricercato da tempo dagli italiani, che avevano messo una taglia di 50.000 lire sulla sua testa per essere a capo di un gruppo di resistenza comunista e per aver organizzato una serie di scioperi a Spalato – non venne arrestato in questa occasione bensì condannato a morte in contumacia: dopo la liberazione di Spalato nel 1944 fu il promotore principale della rifondazione della locale società di canottaggio. Gli altri sette condannati a morte in contumacia furono Maksimilijan Santini (20 anni, di Sebenico), Milivoj Barač (20, di Sebenico), Milorad Einspiller (età e luogo di nascita sconosciuti), Frane Barić (20, di Spalato), Mate Golem (18, di Bisko), il già citato Đermano Senjanović (18, di Spalato) e Adolf Doležal (20, di Milnà).
Stando alla relazione del Tribunale, i condannati durante il processo mantennero un atteggiamento passivo affermando di non conoscere la lingua italiana e di non aver mai appartenuto al Partito Comunista. Durante il trasporto verso il luogo dell'esecuzione cominciarono a cantare l'Internazionale, scambiandosi un saluto a pugno chiuso prima di andare uno alla volta di fronte al plotone d'esecuzione, inneggiando a Lenin, Stalin e alla lotta di liberazione ed invocando la morte di Mussolini e Hitler.

### Il processo di Cattaro del 18 ottobre 1941

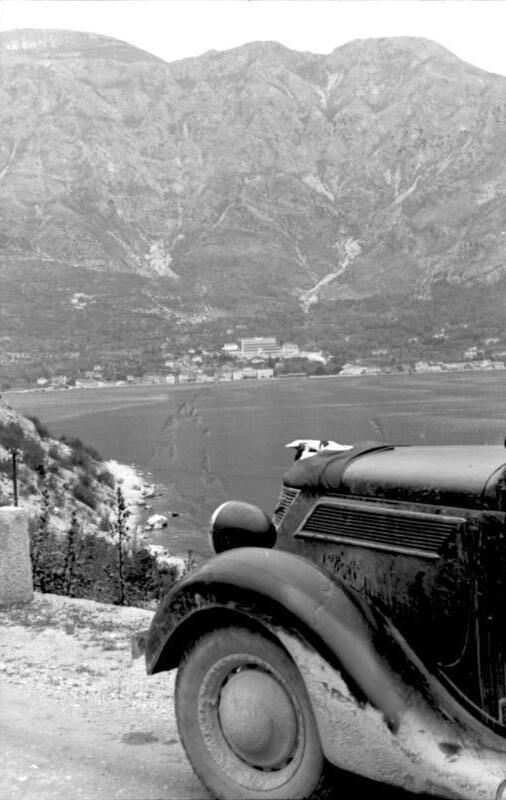
Veduta di Cattaro nel 1941

Quattro giorni dopo il Tribunale si riunì a Cattaro per giudicare un gruppo di civili, accusati di sedizione ed appartenenza ad organizzazioni sovversive. Nella relazione del 31 dicembre 1945 della "Commissione per l'accertamento dei delitti degli occupatori e dei loro collaboratori", istituita dal governo jugoslavo dopo la guerra, vengono elencate sette condanne a morte comminate in quell'occasione: Ivo Grgurević, Niko Korda, Krsto Petrović, Mato Petrović, Gracija Grgurević, Đuro Matković e Pasko Čupić. Il quotidiano Slobodna Dalmacija in un suo articolo del 12 ottobre 1945 ne elencò invece sei: Giovanni Grgmerić, Nikolò Korda, Cristoforo Petrović, Graziano Grgurević, Giorgio Masković e Pasquale Kupić. Lo storico Zlatko Begonja parla di sette condanne a morte comminate ma sei eseguite, in quanto un imputato era stato condannato in contumacia: questo imputato – che scampò di conseguenza alla fucilazione – fu in effetti Pasko Čupić. Oltre alle condanne a morte, il Tribunale irrogò a dieci imputati delle pene detentive variabili da 5 a 30 anni. Un imputato venne invece assolto.

### Il processo di Vodice del 29 ottobre 1941
L'ultimo processo del Tribunale Straordinario della Dalmazia si celebrò il 29 ottobre 1941 a Vodice (in italiano Vodizze), una località a una decina di chilometri a nord di Sebenico, considerata dagli italiani fin dagli anni Trenta la roccaforte comunista della Dalmazia, e che all'epoca già contava 150 combattenti clandestini, dotati di 83 fucili, 4 mitragliatrici, 200 granate e 5000 pallottole.
La notte del 25 ottobre una pattuglia della 4ª Compagnia del 229º Battaglione delle Camicie Nere composta dai militi Michele Molito, Domenico Ronaldi, Giuseppe Praino, Domenico Jaquale e Francesco Morrone stava percorrendo la strada verso Vodice, con l'ordine di controllare la linea telefonica. Arrivata a circa 600 metri dall'abitato venne attaccata da un gruppo di partigiani, nascosti dietro un muretto che correva parallelo alla strada: Ronaldi e Molito furono uccisi, mentre Morrone fu ferito alla testa. Allertati i carabinieri di Sebenico, scattò una caccia all'uomo: il comandante del XVI Battaglione CC. RR. Mobilitato di Sebenico – tenente colonnello Gualtiero Sestilli – inviò un gruppo di carabinieri in zona assieme ad un'aliquota di camicie nere. I reparti il giorno dopo furono coadiuvati anche da una compagnia del 52º Reggimento fanteria "Alpi". La zona di Vodice fu completamente circondata: nel corso del rastrellamento, fra il 25 e il 26 ottobre furono uccise sei persone sospette.
Un gruppo di fascisti di Sebenico – assieme ad alcune camicie nere – il 26 arrivò in zona al comando del segretario del Fascio e iniziò a perquisire le abitazioni: avendo ritrovato una miccia e della dinamite, diede fuoco a una mezza dozzina di case fra Vodice e la vicina frazione di Srima. Ovunque vennero rinvenute delle armi o materiale propagandistico furono eseguiti diversi arresti ed elevate accuse, anche senza alcuna prova o indizio di diretta partecipazione all'agguato: ventotto persone furono quindi rinviate a giudizio (quattro di esse in contumacia) con l'accusa di omicidio, concorso in omicidio, illecita detenzione di armi e attività sovversiva.
Fra i 28 rinviati a giudizio, 16 vennero condannati a morte, di cui quattro in contumacia: Milivoj Skroza (21 anni, di Srima), Ivan Antulov (21, di Prvić Šepurine – villaggio vicino a Vodice), Frederik Kursar (20, di Prvić Šepurine), Ivan Jurić (37, di Vodice), Šime Belan (18, di Vodice), Ante Udovičić (20, di Vodice), Petar Grbelja (21, di Srima), Ante Mijat (22, di Srima), Cvitko Mijat (28, di Srima), Josip Skroza (18, di Srima), Božo Skroza (32, di Srima), Spiro Skroza (25, di Srima), Ante Skroza (40, di Srima – contumace), Zvonimir Cukrov (nessun dato anagrafico – contumace), Nikola Skroza (33, di Srima – contumace), Ivan Maraš (nessun dato anagrafico – contumace). Dieci imputati vennero invece condannati a pene detentive variabili dai due a trent'anni di reclusione. Due furono infine dichiarati innocenti e rilasciati. Le condanne a morte furono immediatamente eseguite.

### Il processo non celebrato di Sebenico
Nel corso degli interrogatori che sostenne durante la sua prigionia in Jugoslavia, Serrentino affermò che immediatamente dopo il processo di Vodizze si sarebbe dovuto celebrare un ulteriore processo a Sebenico, per giudicare 26 o 27 imputati, dei quali 15 o 16 si era già deciso che sarebbero stati condannati a morte; ma l'improvvisa decisione dello stesso Serrentino di partire da Sebenico per recarsi a Zara fece venir meno la pienezza del collegio giudicante e così il processo non si celebrò.

### Quadro riassuntivo delle sentenze
Dall'analisi comparata delle fonti disponibili è possibile quantificare numericamente in modo puntuale ed esaustivo l'intera attività del Tribunale Straordinario della Dalmazia. I dati complessivi risultano essere i seguenti:
|                      | Accusati | Condanne a morte | Eseguite | Condanne a pene detentive | Imputati prosciolti |
| -------------------- | -------- | ---------------- | -------- | ------------------------- | ------------------- |
| Processo di Sebenico | 15       | 6                | 6        | 7                         | 2                   |
| Processo di Spalato  | 35       | 19               | 11       | 10                        | 6                   |
| Processo di Cattaro  | 18       | 7                | 6        | 10                        | 1                   |
| Processo di Vodice   | 28       | 16               | 12       | 10                        | 2                   |
| TOTALE               | 96       | 48               | 35       | 37                        | 11                  |

Secondo Zlatko Begonja il Tribunale irrogò 48 condanne a morte – di cui 36 eseguite – e 37 condanne a pene detentive, mentre Zdravko Dizdar enumera 35 condanne a morte eseguite e "dozzine" di condanne a pene detentive. Alessandra Kersevan ha invece attribuito "quattrocento condanne a morte" specificamente al Tribunale Straordinario della Dalmazia e ai suoi giudici, confondendosi probabilmente con la stima delle condanne a morte irrogate dal successivo Tribunale Speciale della Dalmazia, che è pari a cinquecento.

## L'istituzione del Tribunale Speciale e la soppressione del Tribunale Straordinario
Vista la situazione sempre più turbolenta, Mussolini decise di istituzionalizzare la presenza di un organo giudiziario speciale in Dalmazia, sistematizzando nel contempo l'intricata questione dell'accavallamento delle competenze fra quest'ultimo e i tribunali militari. Il 24 ottobre il Duce emise quindi un bando col quale creò il Tribunale Speciale della Dalmazia, colla competenza di istruire processi relativamente ad una serie di reati commessi nel territorio del Governatorato della Dalmazia da persone estranee alle Forze armate dello Stato. Pubblicato il bando nella Gazzetta Ufficiale del Regno del 28 ottobre, il giorno successivo il Tribunale Straordinario della Dalmazia celebrò comunque il processo di Vodice.
Il 13 novembre 1941 Bastianini inviò al generale Magaldi una lettera per informarlo ufficialmente della situazione nella quale il nuovo organo giudiziario andava a sostituire in modo "permanente" il precedente tribunale, elogiando l'opera dei tre giudici. Magaldi fu nominato presidente del Tribunale militare d'armata di Atene, carica dalla quale venne in seguito sollevato a causa della sua eccessiva severità. Caruso venne trasferito a Trieste, dove divenne comandante della 3ª Legione Portuaria della Milizia. Serrentino riprese il suo ruolo nella Milizia di Zara.
Il Tribunale Speciale della Dalmazia fu anch'esso costituito da ufficiali dell'esercito o della milizia. Secondo la propaganda dell'epoca, si disse che le sue procedure erano simbolo della "Giustizia romana", e compresero anche l'estensione del concetto di "responsabilità penale" ad un'intera collettività, con la possibilità quindi di condannare o internare famiglie intere, gruppi di persone o villaggi. Secondo le statistiche della "Commissione statale per l'investigazione dei crimini degli occupatori e dei loro sostenitori" creata dagli jugoslavi alla fine del 1943, il Tribunale Speciale della Dalmazia dalla sua istituzione fino all'armistizio dell'8 settembre 1943 giudicò un totale di 5 000 persone, irrogando 500 condanne a morte.

## Le accuse jugoslave al Tribunale Straordinario della Dalmazia

### Premessa
Negli ultimi mesi di guerra e nel dopoguerra vennero elevate dagli jugoslavi diverse accuse ai membri del Tribunale Straordinario della Dalmazia, ritenuti passibili di giudizio in quanto criminali di guerra. La questione va inserita nella più ampia vicenda del trattamento dei criminali di guerra italiani – e più specificamente di quelli che operarono in Jugoslavia – all'interno di un quadro storico-politico in rapida evoluzione: alla fine del 1943 l'Italia passò da potenza nemica a cobelligerante, e già negli ultimi mesi del 1944 si prefigurò la futura suddivisione postbellica fra blocchi contrapposti. Le potenze occidentali mirarono a porre l'Italia sotto la propria influenza, opponendosi all'Unione Sovietica e alla Jugoslavia che invece cercarono di destabilizzarne il quadro politico, anche in vista delle trattative sui confini che videro gli jugoslavi reclamare Zara, Fiume, Istria, Trieste, Gorizia e la Slavia Friulana. Le autorità italiane – dal canto loro – si adoperarono in tutti i modi per evitare di estradare gli accusati verso i Paesi che li reclamavano, mettendo in campo una tattica dilatoria che via via ottenne sempre più l'appoggio di Stati Uniti e Regno Unito. Ulteriore fattore che ebbe il suo peso sulla sorte dei criminali di guerra italiani fu la volontà degli alleati occidentali di armare rapidamente in funzione antisovietica la parte di Germania da loro occupata: gli italiani non chiesero la consegna dei criminali di guerra tedeschi che avevano operato sul fronte italiano per evitare di destabilizzare la Germania, avendo così la possibilità di giustificare la propria decisione di non consegnare a loro volta agli jugoslavi i propri criminali.
Oltre a queste dinamiche, lo scontro fra Jugoslavia e Italia sulla questione dei crimini di guerra – unitamente alle connesse questioni dei risarcimenti per danni di guerra e del rimpatrio dei prigionieri italiani – fu utilizzato dai governi di Belgrado e di Roma per mobilitare le rispettive opinioni pubbliche ai fini di acquisire il consenso interno. In Jugoslavia era finalizzato a consolidare la base del nuovo stato socialista, che dall'epopea resistenziale contro gli occupatori aveva tratto un nuovo elemento unitario; in Italia era funzionale alla politica di stampo anticomunista volta ad indicare il PCI come alleato internazionale di Tito e quindi nemico interno dell'interesse nazionale rispetto alle questioni di Trieste, dei profughi istriano-dalmati e del ritorno dei prigionieri catturati dall'EPLJ.

### Inquadramento giuridico-diplomatico
L'art. 29 dell'armistizio dell'Italia (29 settembre 1943) prevedeva che "Benito Mussolini, i suoi principali associati fascisti e tutte le persone sospette di aver commesso delitti di guerra o reati analoghi, i cui nomi si trovino sugli elenchi che verranno comunicati dalle Nazioni Unite [...] saranno immediatamente arrestati e consegnati alle Forze delle Nazioni Unite". Questa clausola armistiziale può essere messa in relazione con la dichiarazione inter-alleata del 13 gennaio 1942 (c.d. "Dichiarazione di Palazzo San Giacomo") che prevedeva la creazione di una commissione per i crimini di guerra col compito di investigare le atrocità commesse dalle Potenze dell'Asse.
Il 20 ottobre 1943, in una riunione al Foreign Office di Londra, venne istituita dai rappresentanti di 17 fra le nazioni alleate la "Commissione per i crimini di guerra delle Nazioni Unite" (United Nation War Crimes Commission – UNWCC) che iniziò i suoi lavori a Londra l'11 gennaio 1944. Fra i paesi interessati non vi era l'Unione Sovietica, che preferì perseguire i criminali di guerra con dei contatti diretti coi paesi interessati. Questa commissione doveva raccogliere la documentazione sui crimini di guerra proveniente dai vari uffici nazionali, verificare che vi fossero elementi sufficienti per un'incriminazione e creare quindi una lista di criminali di guerra da diramare alle autorità militari per la loro ricerca, l'arresto e la consegna ai vari governi nazionali.
Con la dichiarazione di Mosca del 30 ottobre-1º novembre 1943 gli Alleati stabilirono che "gli ufficiali tedeschi e i membri del partito nazista" accusati di crimini di guerra sarebbero stati riportati nei luoghi dove tali crimini erano stati commessi e giudicati dai tribunali di quei paesi. Nel trattato di pace fra l'Italia e le potenze alleate (10 febbraio 1947) venne infine prescritto all'art. 45 che l'Italia avrebbe dovuto prendere "tutte le misure necessarie per assicurare l'arresto e la consegna ai fini di un successivo giudizio delle persone accusate di aver commesso od ordinato crimini di guerra e crimini contro la pace o l'umanità, o di complicità in siffatti crimini". Le diverse fonti giuridico-diplomatiche vennero analizzate dal governo italiano accogliendole, interpretandole o respingendole, al fine di perseguire il proprio obiettivo di negare l'estradizione dei presunti criminali di guerra verso altri Paesi.

### La Commissione statale jugoslava e l'atteggiamento di Gran Bretagna e Stati Uniti

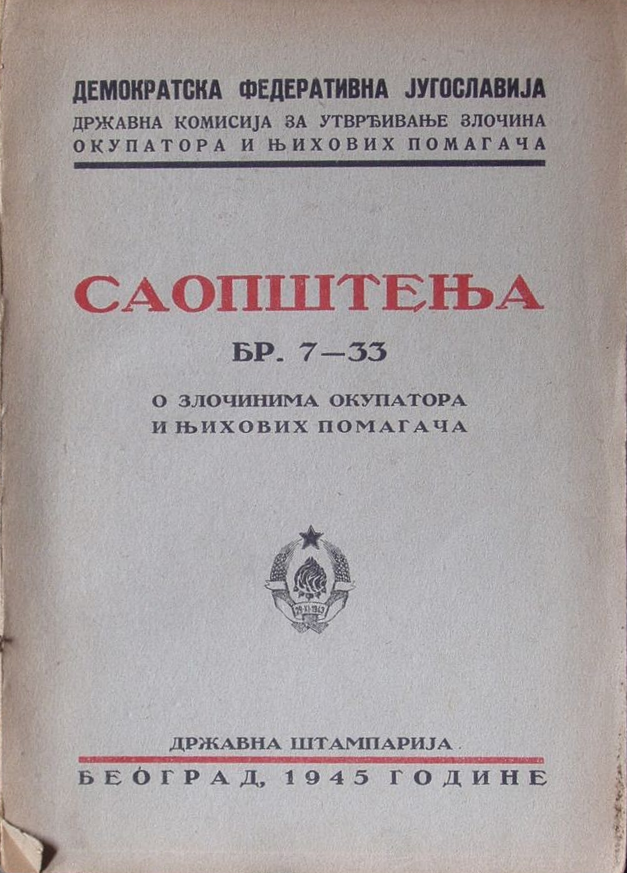
Copertina di un volume della relazione finale della Commissione statale per l'investigazione dei crimini degli occupatori e dei loro sostenitori, pubblicato a Belgrado nel 1945

Il 30 novembre 1943 l'AVNOJ istituì presso il Comitato Nazionale per la Liberazione della Jugoslavia la "Commissione statale per l'investigazione dei crimini degli occupatori e dei loro sostenitori" (Državna komisija za utvrđivanje zločina okupatora i njihovih pomagača), che successivamente si articolò in diverse sezioni regionali: la commissione croata divenne operativa a maggio del 1944. Essa si occupò dell'attività del Tribunale Straordinario della Dalmazia nella relazione numero 32 del 31 dicembre 1945 dal titolo "I tribunali italiani erano lo strumento per l'annientamento dei nostri popoli", firmata da Vjenceslav Celigoj e Ante Štokić, rispettivamente segretario e presidente della sezione croata della commissione. Venne ricordata l'attività del Tribunale e la sua composizione, concludendo che "questi giudizi del tribunale fascista straordinario non erano altro che una rappresaglia, che gli occupatori fascisti esercitavano tanto spesso sulla pacifica popolazione a causa delle azioni dei reparti di liberazione". Come responsabili dell'attività repressiva esercitata dal tribunale, vennero indicati "i membri del governo fascista di Roma, con a capo Benito Mussolini, il cosiddetto governatore della Dalmazia Giuseppe Bastianini, i prefetti, i comandanti dei carabinieri, i commissari civili a Zara, Spalato e Cattaro quali datori di ordini ed il generale Magaldi Gherardo, i ten.col. Sorrentino [sic] Vincenzo, Caruso Pietro ed il sottotenente Centonze Francesco, come esecutori".
In una seconda versione della relazione un breve paragrafo fu dedicato al Tribunale Straordinario della Dalmazia, di cui venne ricordata la sua composizione – peraltro senza più citare Centonze – sottolineandone il carattere antigiuridico, nonché l'ingiustizia e la proditorietà delle condanne da esso promanate. In tale versione succinta, dei quattro processi celebrati vennero ricordati solo quelli del 13 e del 29 ottobre 1941, riportando i nominativi dei diciotto condannati a morte effettivamente fucilati in quelle due occasioni.
Nel 1946 gli jugoslavi pubblicarono un volume riassuntivo delle proprie accuse in inglese, da utilizzare al tavolo delle trattative di pace per sustanziare le proprie richieste. Al suo interno, un paragrafo – pur presentando alcune imperfezioni – ripresentò la storia del Tribunale Straordinario della Dalmazia. Si affermava che questo organo giudiziario venne creato da Bastianini in modo "illegale e predatato" (unlawful and antedated), con un decreto che prevedeva come unica condanna la morte, avendone comminate "cinquanta" nei quattro processi che celebrò. In successione, venne citato un affidavit rilasciato da Serrentino (all'epoca prigioniero degli jugoslavi) nel quale questi così descrisse la propria attività: "I membri del Tribunale si spostarono di luogo in luogo e condussero i processi con stupefacente velocità, comminando sentenze di morte a persone la cui colpevolezza non fu mai provata. Essi apparvero a Sebenico il 13 ottobre per arrivare a Spalato la mattina seguente; raggiunsero Cattaro il 18 e Vodice il 27 ottobre, lasciando al loro risveglio i corpi delle loro vittime. Non vennero predisposte delle indagini in preparazione dei processi, né queste mai ebbero luogo; le prove della colpevolezza degli accusati non erano richieste. Le persone accusate vennero processate sulla base di mere denunce degli agenti di polizia o sulla base dei rapporti dei carabinieri".
Sulla base del lavoro della Commissione jugoslava, vennero quindi approntate diverse liste di presunti criminali di guerra, inviate in successione all'UNWCC per la definizione dei diversi casi segnalati. Inizialmente il governo italiano venne a conoscenza dei nomi degli accusati dalla stampa o da canali informali, ma partire da luglio 1945 iniziò a ricevere dagli alleati degli elenchi. Il Ministero degli Affari Esteri (MAE) italiano produsse nel 1947 la seguente parziale tabella riassuntiva:
| \| Paesi richiedenti \| Inclusi nella lista UNWCC \| Richiesti al MAE con nota verbale \| \| ----------------- \| ------------------------- \| --------------------------------- \| \| Jugoslavia \| 729 \| 27 \| \| Grecia \| 111 \| 74 \| \| Francia \| 9 \| 4 \| \| Alleati \| 833 \| 600 ca.1 \| \| Unione Sovietica \| 12 \| - \| \| Albania \| 32 \| - \| 1 Casi direttamente sottoposti ai tribunali alleati. 2 L'Albania presentò all'UNWCC una lista con 142 nomi. |                           |                                   |
| Paesi richiedenti | Inclusi nella lista UNWCC | Richiesti al MAE con nota verbale |
| Jugoslavia | 729                       | 27                                |
| Grecia | 111                       | 74                                |
| Francia | 9                         | 4                                 |
| Alleati | 833                       | 600 ca.1                          |
| Unione Sovietica | 12                        | -                                 |
| Albania | 32                        | -                                 |

La prima lista di italiani reclamati dagli jugoslavi fu pubblicata dalla stampa italiana a febbraio del 1945: fra i quaranta nomi indicati non figuravano i membri del Tribunale Straordinario della Dalmazia. Negli elenchi successivi recuperati dagli italiani o ad essi forniti furono inseriti i nomi di Magaldi (accusato sia dalla Jugoslavia in quanto comandante del presidio di Sebenico e giudice del Tribunale Straordinario della Dalmazia, sia dalla Grecia in quanto presidente del Tribunale militare di Atene), Serrentino (spesso indicato come Sorrentino) e Caruso. Accanto al nome di quest'ultimo venne aggiunta negli elenchi la parola deceduto in quanto fucilato il 22 settembre 1944 per aver collaborato coi tedeschi nell'eccidio delle Fosse Ardeatine. Allo stesso modo venne indicato come deceduto Serrentino, dopo la sua fucilazione a Sebenico (15 maggio 1947). Francesco Centonze venne accusato dalle relazioni iniziali della commissione jugoslava ed inserito nei primi elenchi, ma col passare del tempo il suo nome non apparve più fra i ricercati.
Col passare dei mesi i principi relativi alla dichiarazione di Mosca erano però già stati radicalmente modificati per quanto concerne l'Italia: successivamente alla dichiarazione di guerra di quest'ultima alla Germania (13 ottobre 1943) e all'assunzione dello status di cobelligerante, l'estradizione dei criminali italiani non venne più considerata di primaria importanza da Gran Bretagna e USA, che peraltro condussero diversi processi in proprio direttamente sul territorio italiano, in quanto potenze occupatrici. Nel periodo successivo alla guerra subentrarono diversi ordini di considerazioni che portarono britannici ed americani a non insistere nelle estradizioni dei criminali di guerra italiana in Jugoslavia o in altri paesi, ponendo in essere delle condotte dilatorie o apertamente d'opposizione: da un lato vi era il desiderio di assicurarsi la propria influenza nei confronti dell'Italia postbellica, dall'altro quello di opporsi all'influenza del PCI e – attraverso di esso – dell'Unione Sovietica nella politica italiana. Un terzo fattore che contribuì in maniera decisiva a determinare l'atteggiamento anglo-americano derivò dall'occupazione militare jugoslava di Trieste e della Venezia Giulia: l'amministrazione Truman riteneva che Tito non fosse altro che una pedina in mano a Stalin, iniziando a considerare le richieste jugoslave per l'estradizione dei criminali di guerra italiani come una mera mossa propagandistica per screditare l'Italia agli occhi dell'opinione pubblica mondiale.
Parallelamente a questo processo, a partire dal 1944 si era affermata fra tutti i partiti antifascisti italiani – ad eccezione del solo PCI – la posizione politica secondo la quale sarebbe spettato all'Italia processare i propri presunti criminali di guerra, senza ricorrere all'estradizione verso i Paesi che li richiedevano.

### Gli articoli della stampa jugoslava
Prima della pubblicazione delle relazioni della commissione jugoslava, il 12 ottobre 1944 il quotidiano spalatino Slobodna Dalmacija aveva pubblicato un articolo dal titolo "Nell'ottobre 1941 il Tribunale militare straordinario per la Dalmazia ha condannato a morte 43 patrioti dalmati", nel quale veniva ricordata specificamente – sia pure in modo enfatico e rivendicando come "cinta costiera del nostro paese" il tratto adriatico che va da Monfalcone a Dulcigno – l'attività dell'organo giudiziario voluto da Bastianini. In particolare, si segnalava che Serrentino (definito "noto criminale di guerra") stava collaborando con le autorità jugoslave dalle carceri di Sebenico. Rivendicato l'omicidio di Scotton dell'11 ottobre 1941 ("malfamata spia, primo in Dalmazia"), si citava l'immediata successiva costituzione del Tribunale Speciale della Dalmazia, "istituito per la distruzione del nostro popolo" e "fucina delle sentenze di morte". Denunciato l'uso di vari mezzi di tortura da parte degli italiani, l'articolo proseguiva ricordando tutti e quattro i processi celebrati, concludendo che "i fucili vendicatori nelle mani dei combattenti popolari sotto la bandiera di Tito hanno raggiunto molti criminali. E a molti criminali attende il meritato premio".
Il 21 ottobre lo stesso giornale pubblicava un altro articolo dal titolo "I duri fascisti italiani occupatori in Dalmazia": in un più ampio quadro di denuncia delle attività repressive nel corso degli anni di occupazione, erano descritti per sommi capi anche i crimini imputati al Tribunale Straordinario della Dalmazia, ripresi però segnalando solo i due processi di Sebenico e Vodice.

## Le reazioni italiane

### La raccolta di testimonianze e le controinchieste

Renato Prunas

Dopo la pubblicazione dell'articolo del 21 ottobre 1944, il segretario generale del Ministero degli Affari Esteri italiano – Renato Prunas – decise di preparare una controinchiesta per contrastare l'azione jugoslava, incaricando il maggiore Domenico Lo Faso di coordinare il lavoro. Tale controinchiesta si sviluppò in contemporanea con un'analoga attività di raccolta di informazioni, organizzata dallo stesso Prunas e dal Capo di Stato Maggiore Generale Giovanni Messe con riferimento a presunte illegalità delle forze armate greche contro i militari italiani di stanza in quel paese successivamente all'armistizio. Col passare del tempo l'attività fu strutturata in maniera più completa: la documentazione di difesa venne quindi compilata dall'Ufficio Informazioni dello Stato Maggiore del Regio Esercito su incarico del Ministero della Guerra in concerto con quello degli Affari Esteri e alla Presidenza del Consiglio dei Ministri.
Fra le testimonianze raccolte da Lo Faso vi fu una relazione del tenente generale Umberto Meranghini, inviato in Dalmazia nel 1941 per assumere il ruolo di pubblico ministero nel Tribunale Speciale della Dalmazia. Riferendosi al Tribunale Straordinario, egli ne rilevò la sua arbitrarietà: "Lo componevano, presidente compreso, solo tre membri, la difesa vi era soltanto facoltativa; il presidente dettava le regole del rito; il presidente ne rendeva esecutiva la sentenza. Ma se tutto ciò era impressionante in teoria, peggio ancora era la pratica: codesto Tribunale Straordinario [...] aveva funzione per reati che sol perché devoluti alla sua cognizione venivano colpiti con la morte [...]. Come seppi, i processi si svolgevano con rapidità che, per esser esemplare, era riuscita invece a gettar lo spavento. Esso girava per la Dalmazia, e dove si fermava le poche ore strettamente indispensabili per un frettoloso giudizio, pronunciava sentenze di morte, e queste erano senz'altro eseguite".
In una relazione del tenente dei Carabinieri Reali Mario Castellani del 5 febbraio 1945, il processo di Sebenico venne descritto come segue: "La prima [condanna] era dovuta all'uccisione proditoria [...] del giovane Scotton [...]. Alle 13:00 del 13.10, dopo un effettivo troppo sommario giudizio e senza precisi indizi, venivano fucilati i 6 giovani elencati tutti minorenni". Castellani sbaglia però nell'indicare l'età dei fucilati, in quanto non erano minorenni. Riguardo invece all'agguato e al processo di Vodice: "Il 28 ottobre 1941 una pattuglia di nostri militari, cadeva in un'imboscata tesagli presso il villaggio di Vodizze, e i quattro militari vennero uccisi. Nella stessa giornata, per rappresaglia, il villaggio veniva incendiato dalle nostre truppe e 26 uomini del villaggio vagamente indiziati di aver partecipato al fatto, deferiti al Tribunale. Il Tribunale si riuniva e dopo un'ora e mezza di seduta condannava a morte 14 e alla deportazione gli altri". Tale ricostruzione presenta alcuni errori in ordine alla data dell'agguato, al numero dei militari italiani uccisi, al numero delle persone deferite e al tipo di condanne inflitte.
Nelle testimonianze iniziali raccolte dagli italiani, in generale venne riconosciuta la veridicità delle violenze descritte dagli jugoslavi, affermando però che tali violenze erano state quasi sempre commesse come reazione ad aggressioni o a precedenti episodi di violenza dei partigiani jugoslavi. Via via che passarono i mesi, si rafforzò sempre più la linea difensiva che tendeva a rappresentare le violenze e gli "eccessi" come risposta alle "barbare sevizie" subite dai soldati italiani, mentre le efferatezze più gravi venivano quasi sempre addossate ai tedeschi, agli ustascia e alle lotte intestine fra le diverse fazioni e i popoli jugoslavi, nel contempo evidenziando le gesta di "umanità e aiuto" prestate agli abitanti delle zone sotto controllo delle autorità italiane.
Vennero quindi preparate varie note e promemoria a difesa dei militari e dei politici che operarono nel teatro jugoslavo, contenenti allo stesso tempo dei memoriali contro ustascia e partigiani comunisti: l'obiettivo era non solo quello di discolpare o giustificare il comportamento degli italiani nel territorio occupato, ma anche di lanciare delle precise accuse contro l'attività delle formazioni partigiane.
Ad aprile del 1945 l'Ufficio Informazioni dello Stato Maggiore del Regio Esercito produsse un documento dal titolo Direttive seguite dalle autorità e dalle truppe italiane di occupazione nell'azione pacificatrice svolta in Jugoslavia. Non avendo a disposizione gli archivi del Tribunale Straordinario della Dalmazia – rimasti in loco – per quanto riguarda la sua qualificazione ci si rifece esclusivamente alle testimonianze raccolte, in particolare a quella già citata di Meranghini: "Tale tribunale fu in effetti arbitrario sia perché non trovava base in nessuna norma legislativa sia per la sua costituzione ed il modo di funzionare. Lo componevano, presidente compreso, solo tre membri (Gen. Gherardo Magaldi, Vincenzo Sorrentino [sic] e Pietro Caruso), la difesa vi era soltanto facoltativa, il presidente dettava le regole del rito e ne rendeva esecutiva la sentenza. In pratica, poiché, in forza del decreto su cui si fondava, aveva funzione solo per reati che venivano colpiti con la pena di morte, sembra abbia fatto ampio uso di tanta sua rigorosa potestà". Con riferimento al successivo Tribunale Speciale, le Direttive così conclusero: "Questo tribunale restituì alla giustizia dignità di funzionamento che il Tribunale straordinario aveva forse offuscato".
Ad agosto dello stesso anno venne approntato un altro documento: Note alle prime quattro relazioni compilate dalla Commissione di Stato jugoslava per l'accertamento dei misfatti compiuti dagli occupatori e dai loro coadiutori, con l'obiettivo dichiarato di "esaminare in dettaglio" le accuse jugoslave. Un paragrafo intero fu dedicato alle accuse contro Magaldi, Sorrentino [sic] e Caruso, "accusati come responsabili di numerose condanne a morte emesse senza possedere elementi di prova". Rifacendosi sempre alle testimonianze raccolte e ai documenti jugoslavi all'epoca conosciuti – che riportavano solo la descrizione dei processi di Sebenico e Vodice – le Note alle prime quattro relazioni riconobbero che "il tribunale straordinario [...] ha dato luogo a molte critiche". In successione vennero nuovamente ricordati i termini generali dei due processi, ripetendo nuovamente gli stessi errori fattuali derivati dalle testimonianze: si affermò che i condannati di Sebenico furono tutti "compagni di scuola" di Scotton nonché "minorenni", aggiungendo che "sembra che in epoca susseguente alla esecuzione si sia potuto accertare che qualcuno dei condannati era effettivamente colpevole". Anche il racconto dei fatti di Vodice ripresentò gli stessi errori riportati nelle testimonianze in ordine alle date e al numero dei militari italiani uccisi dai partigiani jugoslavi, dei rinviati a giudizio e dei condannati a morte, nonché alla tipologia delle altre condanne inflitte.

La copertina delle Note relative all'occupazione italiana in Jugoslavia (settembre 1945)

A settembre vennero preparate le Note relative all'occupazione italiana in Jugoslavia, esplicitamente al fine di contrastare la "vasta campagna propagandistica" messa in campo dagli jugoslavi. Il quadro descritto è quello di un Regio Esercito accolto dalla popolazione jugoslava "in un modo del tutto cordiale e, in talune zone, in modo veramente caloroso. [...] La naturale correttezza dei reparti italiani, il rigorosissimo controllo esercitato perché in modo assoluto fosse rispettata la proprietà privata e la istintiva cordialità dei soldati italiani contribuirono a creare un'atmosfera di reciproca intesa per cui la popolazione locale considerò le truppe italiane con stima e con ammirazione e queste guardarono al popolo jugoslavo con fiducia e simpatia". Alla situazione in Dalmazia è dedicato un paragrafo apposito. In esso non si fa alcun cenno al Tribunale Straordinario della Dalmazia e si rovescia totalmente la responsabilità delle tensioni e dei disordini agli "atti di banditismo o di efferata crudeltà che nulla avevano a che fare con una vera e propria guerra partigiana", laddove le responsabilità del regime vennero limitate a "certi sistemi amministrativi e provvedimenti del Governo della Dalmazia che, instaurando per ordine di Roma, anche nelle forme esteriori taluni metodi organizzativi e istituti fascisti già esistenti in Italia, ma non sempre aderenti agli usi e alla mentalità di quelle popolazioni, urtavano la suscettibilità di [taluni ambienti slavi]".
Le Note elencano "alcuni esempi di atrocità e di atti di terrorismo commessi in Dalmazia da partigiani jugoslavi". Fra quelli di cui si occupò il Tribunale Straordinario della Dalmazia v'è l'omicidio di Antonio Scotton e l'attentato di Vodice del 28 ottobre 1941. Quest'ultimo è però descritto sulla base delle testimonianze raccolte, e si persevera nell'errore di ritenere che "quattro militari di pattuglia cadevano in un'imboscata e venivano barbaramente uccisi", quando in realtà i morti furono due. Secondo le Note, ad agosto del 1941 sempre a Vodice ci sarebbe stato un altro attentato – la cui stringata descrizione è molto simile a quella dell'ottobre successivo – nella quale sarebbero caduti "due sentinelle e un carabiniere". Tale attentato non risulta da nessun'altra fonte.
All'interno della terza parte del documento, si trovano gli unici accenni all'operato degli organi di giustizia italiani nel teatro Jugoslavo, ma solo con riferimento ai tribunali militari: "L'azione della magistratura militare si svolse attraverso i tribunali di guerra [...]. Questi tribunali ottennero ovunque attestazioni di equanime e corretto funzionamento e dimostrarono sempre una longanimità che è sicura prova della comprensione con la quale giudicarono [...].

### La commissione d'inchiesta italiana
A febbraio del 1946 il ministro della guerra Manlio Brosio propose al presidente del consiglio De Gasperi di istituire presso il suo ministero un'apposita commissione che indagasse sui "presunti" criminali di guerra italiani: "sembra conseguirne ormai la necessità, per il Governo italiano, di compiere quegli accertamenti atti a stabilire la verità sui fatti denunciati, allo scopo: a) di salvaguardare l’onore e la dignità di quelli che possono ritenersi immuni dalle accuse loro lanciate; b) di sfatare la leggenda, che potrebbe crearsi all'estero, che lo Stato italiano voglia proteggere gli autori di odiosi reati, o che non voglia attenersi a quella deferente cortesia propria dei rapporti fra Stati sovrani; c) di eliminare la possibilità di arresti e di consegne di italiani agli Stati richiedenti, senza il concorso dello Stato Nazionale; d) di dimostrare che si tiene nel dovuto conto un grave problema quale quello dei criminali di guerra". De Gasperi accolse la proposta di Brosio: il 9 aprile 1946 annunciò al capo della Commissione alleata di controllo Ellery W. Stone l'intenzione del governo di iniziare una "severa inchiesta" volta ad accertare le responsabilità degli italiani macchiatisi di crimini di guerra nei paesi occupati. Il 6 maggio 1946 venne quindi istituita una Commissione d'inchiesta, presieduta dall'ex Ministro della guerra Alessandro Casati. In autunno a Casati subentrò l'ex ministro dell'aeronautica e futuro ministro della difesa Luigi Gasparotto.
Nella sua lettera accompagnatoria a Stone, De Gasperi espressamente contestò l'imparzialità dei tribunali jugoslavi, ipotizzando gravi reazioni dell'opinione pubblica italiana qualora dei cittadini italiani fossero stati consegnati a Belgrado, accusando gli jugoslavi nel contempo di crimini contro gli italiani. Il governo italiano basò giuridicamente la sua posizione sulla cennata Dichiarazione di Mosca, nella quale se è vero che si prevedeva che i presunti criminali di guerra tedeschi fossero consegnati ai governi degli stati che li reclamavano per giudicarli in loco, per i presunti criminali di guerra di altri paesi si affermava genericamente che essi dovessero essere "consegnati alla giustizia": i consulenti giuridici del governo italiano interpretarono questo passaggio come riconoscimento della competenza italiana a giudicare gli accusati italiani.
La presentazione del progetto di trattato di pace con l'Italia (18 luglio 1946) mise a repentaglio la posizione italiana, giacché – come si venne poi a scrivere all'art. 45 del progetto definitivo, firmato da De Gasperi il 10 febbraio 1947 – in esso non si faceva più distinzione con i tedeschi, prevedendo quindi la consegna degli accusati ai Paesi che li reclamavano. All'interno del governo italiano, pure il Ministro di Grazia e Giustizia comunista Fausto Gullo ritenne tale formulazione "aberrante". Il governo italiano presentò delle richieste di modifica al testo del trattato, nel contempo Palazzo Chigi sollecitò il Ministero della guerra perché sollecitasse i lavori della Commissione di inchiesta. L'11 settembre 1946, lo stesso De Gasperi scrisse a Stone una seconda lettera, annunciandogli che la Commissione aveva individuato quaranta fra civili e militari italiani che erano "venuti meno ai principi del diritto internazionale di guerra e ai doveri dell'umanità" e pertanto passibili di esser posti sotto accusa.
Il 23 ottobre 1946 – dopo due solleciti da parte britannica e jugoslava – il governo di Roma produsse un primo breve elenco di presunti criminali di guerra individuati dalla Commissione d'inchiesta. Tale elenco si ampliò nei mesi seguenti: fra gennaio e maggio del 1947 il totale degli accusati passò a ventisei. Tutti questi avevano operato nel teatro jugoslavo-balcanico durante la guerra. Fra gli accusati direttamente coinvolti con le vicende del Tribunale Straordinario della Dalmazia vi erano Giuseppe Bastianini (governatore della Dalmazia, istitutore del Tribunale), Gherardo Magaldi e Vincenzo Serrentino (giudici), Giuseppe Alacevich (segretario del Fascio di Sebenico, aveva fra l'altro partecipato ai rastrellamenti di Vodice del 25-26 ottobre 1941) e Gualtiero Sestilli (Tenente Colonnello dei Carabinieri e comandante dei RR. Carabinieri di Sebenico, aveva ordinato e comandato i suddetti rastrellamenti).

### La tattica del temporeggiamento e la chiusura della commissione
Dopo che furono riallacciate le relazioni diplomatiche fra Italia e Jugoslavia (23 gennaio 1947) e fu firmato il Trattato di Pace (10 febbraio 1947), Palazzo Chigi comunicò ai governi di Stati Uniti, Francia e Gran Bretagna la propria "assoluta indisponibilità" a consegnare alla Jugoslavia i presunti criminali di guerra, chiedendo alle tre potenze di rinunciare unilateralmente all'applicazione dell'articolo 45 del trattato. Gli stati Uniti accettarono formalmente il 14 agosto 1947, mentre Parigi e Londra condizionarono il proprio assenso ad un'effettiva azione punitiva dei tribunali italiani contro i criminali di guerra.
Nel contempo, i vari solleciti del governo alla Commissione d'inchiesta italiana e ai giudici militari chiarirono sempre più come le inchieste dovessero servire specificamente non tanto per raccogliere prove contro gli accusati, quanto per raccogliere prove delle atrocità jugoslave contro gli italiani: tutto ciò doveva "creare le premesse necessarie per rifiutare la consegna di italiani alla Jugoslavia".
Il temporeggiamento del governo italiano fu una tattica decisa per evitare contraccolpi interni e internazionali: negli anni in cui operò la Commissione d'inchiesta l'Italia firmò il già citato Trattato di Pace che le fece perdere gran parte della Venezia Giulia e che inasprì la complessa vicenda della questione di Trieste, città le cui sorti avevano costituito un capitolo a parte nei rapporti italo-jugoslavi fin dagli anni finali della guerra, divenendo causa di contrasto anche fra i comunisti italiani e jugoslavi. Sullo sfondo rimaneva la vicenda dell'esodo istriano, mentre il ruolo nello scacchiere internazionale della Jugoslavia fu completamente modificato a seguito della rottura fra Tito e Stalin (28 giugno 1948), che seguì di poco le elezioni politiche in Italia del 1948. Mentre le potenze occidentali in tempi rapidi evitarono di ritornare sulla questione dei presunti criminali di guerra italiani lasciando cadere le iniziali pressioni, la perdita dell'appoggio sovietico da parte della Jugoslavia fece sì che pure quest'ultima – a partire dal 1948 – non reclamasse più la consegna dei presunti criminali.
Nel 1951 l'allora ministro della difesa Randolfo Pacciardi ricevette il rapporto conclusivo della Commissione d'inchiesta, cui rispose ringraziando i membri per il loro "alto senso di scrupolosa e coscienziosa obiettività". "L'azione di salvataggio organizzata dal Ministero degli affari esteri, d'intesa con il Ministero della guerra (poi della Difesa) e con la Presidenza del Consiglio, ebbe pieno successo. Nessuno degli italiani denunciati dagli Stati esteri fu consegnato nelle loro mani. Per di più nessuno di loro fu mai processato e condannato in Italia per i delitti ascritti".
Dei tre principali paesi aderenti all'Asse – Germania, Giappone e Italia – quest'ultima fu quindi l'unica che non subì alcun giudizio per i propri crimini di guerra. Ciò ha impedito di valutare le accuse - anche gravissime - mosse nei confronti di centinaia di militari, funzionari pubblici o dirigenti fascisti. La mancanza di una "Norimberga italiana" ha contribuito quindi per decenni a dare una visione parziale e distorta della partecipazione italiana alla seconda guerra mondiale, rimuovendo colpe individuali e collettive attribuibili al paese e al regime. La pubblicazione di una serie di studi storici a cavallo fra gli anni novanta e l'inizio del XXI secolo ha almeno parzialmente colmato questa lacuna.

## La sorte dei giudici
Dei quattro giudici che formavano il Tribunale Straordinario della Dalmazia, Magaldi e Centonze sopravvissero alla guerra e non furono mai processati per la loro partecipazione a quest'organo. Le loro vicende personali sono qui sintetizzate.

### Gherardo Magaldi
Gherardo Magaldi, nato il 23 agosto del 1882 a Taranto, proveniva dall'arma di artiglieria. Ufficiale dal 1902, pluridecorato al valor militare (tre medaglie d'argento, una croce di merito), fu grande invalido e mutilato della Grande guerra. Fu riassunto in servizio presso il corpo d'armata di Firenze, dopo la guerra. Negli anni trenta fu segretario dell'Ordine militare di Savoia. Nel 1937 fu nominato generale. Durante la seconda guerra mondiale fu comandante del presidio militare di Sebenico, poi presidente del Tribunale Straordinario della Dalmazia. Al suo scioglimento fu nominato presidente del Tribunale Militare d'Armata di Atene. Sostituito a causa della sua eccessiva severità, rientrò in Italia. Dopo l'8 settembre aderì alla Repubblica Sociale Italiana, divenendo comandante della Regione Militare di Roma e poi di Bologna. Qui presiedette anche un tribunale straordinario di guerra che condannò a morte diversi partigiani. Incarcerato a Milano nel dopoguerra, ad agosto del 1945 venne cancellato dai ruoli di ufficiale dell'esercito per aver "cooperato dopo il 13 ottobre 1943 con le forze armate in guerra contro l'Italia". Aperto un procedimento penale a suo carico dalla Procura di Bologna, il 18 novembre 1946 venne condannato a 18 anni di carcere – ridotti a dodici per condono e per la concessione delle attenuanti generiche – per le fucilazioni e le varie condanne comminate dal dicembre 1943 al gennaio 1944 dal tribunale straordinario di Bologna. Interrogato in altro procedimento come testimone, Magaldi rivendicò con tono "spavaldo e quasi arrogante" l'operato di quel tribunale, sull'attività del quale venne chiamato a testimoniare anche nel processo contro il questore di Bologna della RSI Giovanni Tebaldi. In quanto invalido, scontò la sua condanna sia nella casa penale per minorati fisici e psichici di Soriano nel Cimino che a Viterbo.

### Francesco Centonze
Negli anni venti – giovane fascista in Umbria – polemizzò contro le organizzazioni giovanili cattoliche. Nel 1928 pubblicò il saggio giuridico Il diritto al nome, che peraltro venne recensito molto negativamente. Divenuto magistrato, nel 1939 fu pretore in Puglia. Al termine del periodo in cui fu pubblico ministero del Tribunale Straordinario della Dalmazia, rientrò in Italia ove svolse medesime funzioni in diversi tribunali militari. Dopo l'8 settembre 1943 aderì alla Repubblica Sociale Italiana. A Milano fu pubblico ministero del Tribunale Militare Straordinario che fra gennaio e marzo del 1945 emise 25 condanne a morte contro i partigiani. Nel 1947 fu processato per questo assieme al presidente del tribunale – generale Pasquale Spoleti – e al tenente Giuseppe Libois, giudice a latere. Tutti e tre erano latitanti. Spoleti venne condannato a 30 anni di reclusione, Libois a 10 anni, mentre Centonze venne assolto per amnistia. Tornato a fare il magistrato, nel 1959 – mentre ricopriva la carica di consigliere della Corte d'appello di Genova – si candidò alle prime elezioni per il Consiglio Superiore della Magistratura, non venendo eletto. Andò in pensione nel 1972 col titolo onorifico di magistrato di Corte di Cassazione.